# 밥스크

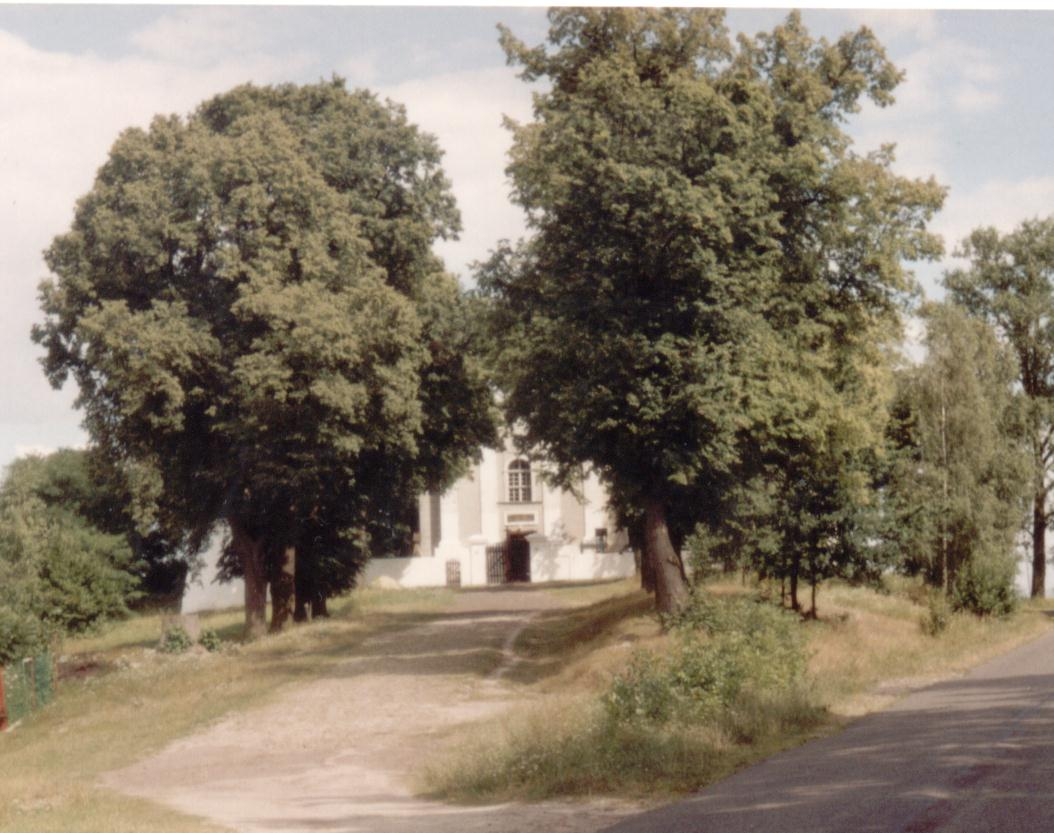
밥스크에 있는 교회(1806년 건설)

밥스크(폴란드어: Babsk)는 폴란드 중부 우치주 라바군 비아와라브스카 그미나(Gmina Biała Rawska)에 위치한 마을로, 비아와라브스카(Biała Rawska)에서 북서쪽으로 11km, 라바마조비에츠카(Rawa Mazowiecka)에서 북동쪽으로 11km, 주도 우치에서 동쪽으로 62km 정도 떨어진 곳에 위치한다.
인구는 690명(2005년 기준)이며 14세기에 마을이 건설되었다.